# Rajd Polski 1929

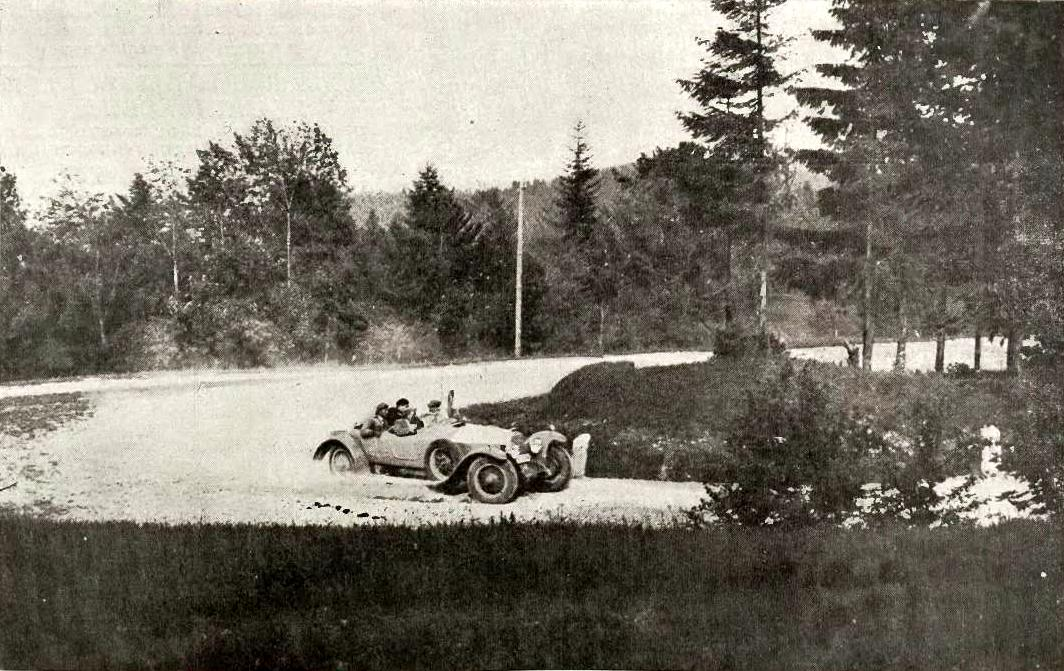
Zwycięzca Rajdu Polski 1929 hrabia Adam (Maurycy) Potocki podczas górskiej próby szybkości na Tyrawie Wołoskiej

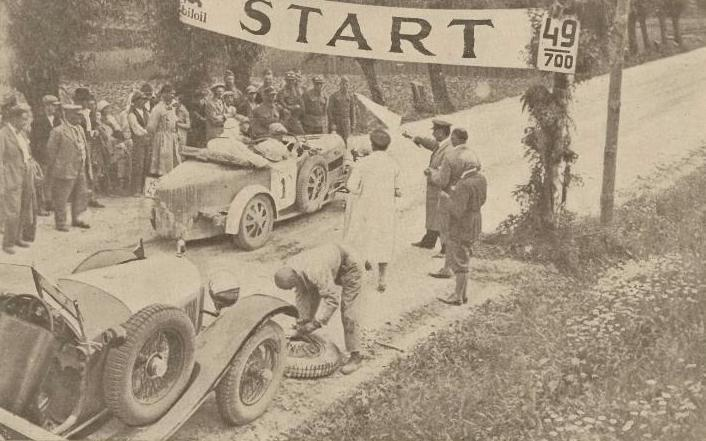
Stanisław Szwarcsztajn jadący samochodem Bugatti na starcie górskiej próby szybkościowej pod Tyrawą Wołoską podczas Rajdu Polski 1929

Rajd Polski 1929 (a właściwie VIII Międzynarodowy Raid Automobilklubu Polski) – odbył się w dniach 16–23 czerwca 1929 roku. W rajdzie uczestniczyły 28 załogi, w tym sześć zagranicznych. Trasa rajdu liczyła 3116 km, podzielona była na osiem etapów. Po raz pierwszy prowadziła poza granice Polski, kierowcy odwiedzili trzy państwa – Polskę, Niemcy i Czechosłowację. Komandorem rajdu był Janusz Regulski. Rajd ten był trzecią z kolei rundą Mistrzostw Polski w jeździe automobilowej w roku 1929.
Etapy rajdu:
- I etap, Warszawa – Sandomierz – Lwów – ok. 455 km
- II etap, Lwów – Przemyśl – Nowy Sącz – ok. 377,2 km
- III etap, Nowy Sącz – przekroczenie granicy czechosłowackiej – Żylina – Opawa – ok. 400 km
- IV etap, Opawa – Sumperk – Praga – ok. 347 km
- V etap, Praga – przekroczenie granicy niemieckiej – Liegnitz (obecnie Legnica) – przekroczenie granicy polskiej – Poznań – ok. 430 km
- VI etap, Poznań – Bydgoszcz – Gdynia – ok. 396,6 km
- VII etap, Gdynia – Bydgoszcz – Grudziądz – ok. 382,7 km
- VIII etap, Grudziądz – Płock – Warszawa – ok. 328,4 km

## Wyniki końcowe rajdu[2][5]
| Miejsce | Nr | Kierowca               | Samochód       | Grupa | Punkty |
| ------- | -- | ---------------------- | -------------- | ----- | ------ |
| 1       | 3  | Adam Potocki           | Austro-Daimler | D     | +74,75 |
| 2       | 12 | Stanisław Szwarcsztajn | Bugatti        | D     | +66,50 |
| 3       | 4  | Edward Zawidowski      | Austro-Daimler | D     | +64,25 |
| 4       | 7  | Włodzimierz Strakacz   | Austro-Daimler | D     | +51,25 |
| 5       | 16 | Josef Veřmiřovský      | Tatra          | F     | +47,50 |
| 6       | 18 | W. Bojanovsky          | Tatra          | F     | +46,00 |
| 7       | 17 | F. Hovanec             | Tatra          | F     | +44,50 |
| 8       | 25 | Teodor Kredl           | Praga Piccolo  | G     | +42,25 |
| 9       | 5  | Jerzy Widawski         | Austro-Daimler | D     | +37,45 |
| 10      | 10 | Euzebiusz Dzierliński  | Austro-Daimler | D     | +36,56 |

Niektóre źródła podają, że klasyfikację przeprowadzono również według pojemności silników. W takim ujęciu zwycięzcami zostali Kredl (grupa G), Veřmiřovsky (grupa F), Ripper (grupa E), Adam Potocki (grupa D), Haeberle (grupa B).

## Nagrody
1. Puchar Automobilklubu Polski dla Adama Potockiego kl. D[7]
2. Puchar Automobilklubu Polski dla Stanisława Szwarcstajna kl. D[7]
3. Puchar Automobilkubu Polski dla Edwarda Zawidowskiego kl. D[7]
4. Nagroda dla najlepszego zespołu fabrycznego – firma Tatra-Auto w Warszawie[7]

Nagrody specjalne:
Najwięcej otrzymał Adam Potocki:
- Nagroda Komisji Sportowej Automobilklubu Polski dla członka, który prowadząc własny samochód osiągnie najlepszy rezultat,
- Nagroda Akademickiego Klubu Samochodowego za największą liczbę punktów dodatnich na II próbie szybkości płaskiej,
- Nagroda Powszechnej Wystawy Krajowej za najlepszy czas na górskiej próbie szybkości,
- Nagroda firmy Wabia-Wabiński w Warszawie za największą liczbę punktów dodatnich na I próbie szybkości płaskiej,
- Nagroda firmy Standard Nobel w Polsce za najlepsze wyniki na oleju i benzynie Standard Nobel (przechodnia, zdobyta po raz pierwszy),
- nagroda firmy Vacuum oil Company w Warszawie za najlepsze rezultaty na olejach i smarach Gargoyle Mobiloil,
- Nagroda firmy J. Kestenbann w Warszawie za najlepsze wyniki dla samochodu zaopatrzonego w instalację Bosch.

Pozostałe:
- Nagroda Ministra Spraw Wojskowych za regularność jazdy dla Jana Rippera (sam. Tatra kat. E)
- Nagroda Ministerstwa Robót Publicznych (przechodnia) za najlepszy wynik bez względu na próby szybkości dla Euzebjusza Dzierlińskiego (Citroën kl. E)
- Nagroda Prezesa Automobilklubu Polski Stanisława Grodzkiego dla automobilklubu, którego członek osiągnie najlepsze rezultaty – dla Automobilklubu Polski (Adam Potocki)
- Nagroda Prezesa Komisji Sportowej A.P. Janusza Regulskiego dla Automobilklubu Polski (zdobyta po raz drugi) dla zespołu w składzie Adam Potocki, Jerzy Widawski, Władysław Strakacz
- Nagroda pisma „Auto” za największą regularność w płaskich próbach szybkości dla Euzebjusza Dzierlińskiego
- Nagroda „Złego Losu” ufundowana przez Komisję Sportową A.P. dla kierowcy, którego spotkają na trasie największe przeciwności losu, a mimo tego ukończy wyścig dla Achima barona Haebler na sam. Maybach kl. B